# Ilonse
Ilonse (Occitaans: Ilonça of Ilonsa; Italiaans (verouderd): Ilonza) is een gemeente in het Franse departement Alpes-Maritimes (regio Provence-Alpes-Côte d'Azur) en telt 129 inwoners (2005). De plaats maakt deel uit van het arrondissement Nice.

## Geografie
De oppervlakte van Ilonse bedraagt 39,0 km², de bevolkingsdichtheid is 3,3 inwoners per km².
De onderstaande kaart toont de ligging van Ilonse met de belangrijkste infrastructuur en aangrenzende gemeenten.

## Demografie
Onderstaande figuur toont het verloop van het inwonertal (bron: INSEE-tellingen).
Vanwege een beveiligingsprobleem met de MediaWiki Graph-software is het momenteel niet mogelijk deze grafiek weer te geven. Zodra de software is bijgewerkt zal de grafiek vanzelf weer zichtbaar worden.